# Западноафриканский франк
Западноафриканский франк КФА, франк КФА BCEAO, франк Африканского финансового сообщества (фр. franc CFA Ouest-africain, franc CFA BCEAO, franc de la Communauté financière africaine) — денежная единица восьми африканских государств, входящих в валютную Зону франка. 
Аббревиатура КФА (фр. CFA) первоначально складывалась из начальных букв французских слов colonies françaises d’Afrique (французские африканские колонии). С завоеванием бывшими колониями в 60-х годах XX века независимости она сохранилась, но стала расшифровываться как la Communauté financière africaine (Африканское финансовое сообщество) в случае с государствами Западной Африки или la Coopération financière en Afrique Centrale (Финансовое сотрудничество в Центральной Африке) — центральноафриканскими странами. Аббревиатура BCEAO расшифровывается как Banque Centrale des États de l’Afrique de l’Ouest (Центральный банк государств Западной Африки), то есть состоит из букв латиницы, а не кириллицы.
В 2027 году страны-члены союза намерены отказаться от использования франка, заменив его новой валютой — эко.

## История
Декретом французского правительства от 26 декабря 1945 года в качестве денежной единицы французских территорий Западной и Центральной Африки введён франк КФА. До октября 1955 года эмиссию франка КФА на территории Французской Западной Африки осуществлял частный французский Банк Западной Африки, а с 1959 года — государственный Эмиссионный институт Французской Западной Африки и Того.
4 апреля 1959 года принято решение о преобразовании Эмиссионного института в Центральный банк государств Западной Африки (фр. Banque Centrale des États de l'Afrique de l'Ouest, BCEAO). Банк начал операции в 1962 году, став эмиссионным центром семи государств, подписавших 12 мая того же года договор о создании Валютного союза Западной Африки (фр. Union Monétaire Ouest Africaine, UMOA): Кот-д’Ивуар, Дагомея, Верхняя Вольта, Мали, Мавритания, Нигер и Сенегал. Мали, однако, сразу же вышла из зоны франка, введя 1 июля 1962 года собственную денежную единицу — малийский франк. 20 ноября 1963 года подписан договор о присоединении к валютному союзу Того. В 1973 году из союза вышла Мавритания, введя собственную денежную единицу — угию. В 1984 году Мали вернулась в союз, заменив малийский франк на западноафриканский франк КФА.
10 января 1994 года в Дакаре подписан договор, преобразовавший Валютный союз Западной Африки в Западноафриканский экономический и валютный союз. 2 мая 1997 года к союзу присоединилась Гвинея-Бисау, заменив песо Гвинеи-Бисау на западноафриканский франк КФА.
На момент начала операций Центрального банка государств Западной Африки (1962 год) было установлено соотношение франка КФА к французскому франку: 1 французский франк = 50 франков КФА. С 12 января 1994 года курс составлял: 1 французский франк = 100 франков КФА. 1 января 1999 года было установлено соотношение франка КФА к евро: 1 евро = 655,957 франка КФА.
Бенин, Буркина-Фасо, Гвинея-Бисау, Мали, Нигер, Сенегал, Того и Кот-д'Ивуар намерены в 2027 году отказаться от использования франка КФА в пользу новой валюты эко, завершив тем самым 75-летнее использование западноафриканского франка КФА. Страны валютного союза перестанут хранить 50% валютных резервов во Франции. Новая валюта будет привязанной к евро и находиться под гарантиями Франции.

## Монеты и банкноты
В 1960 году начата чеканка монет с названием банка номиналом 5 франков, в 1961 году — 1 франк, в 1966 году — 10 франков, в 1967 году — 100 франков, в 1970 году — 25 франков, в 1972 году — 50 франков. В 1976 году вместо алюминиевой монеты в 1 франк начат выпуск монет из стали. В 1992, 1993 и 1996 годах чеканились монеты в 250 франков. В 2003 году начата чеканка монет в 200 и 500 франков.
Выпускались банкноты:
- образца 1961 года: 50, 100, 500, 1000, 5000 франков;
- образца 1976—1981 годов: 500, 1000, 5000, 10 000 франков;
- образца 1991—1994 годов: 500, 1000, 2500, 5000, 10 000 франков[7][8].

На банкнотах указываются идентификационные литеры, обозначающие принадлежность к следующим странам:
А — Кот-д’Ивуар;
В — Бенин;
С — Буркина-Фасо;
D — Мали;
H — Нигер;
К — Сенегал;
S — Гвинея-Бисау;
Т — Того.
В настоящее время в обращении находятся банкноты образца 2003 года. В ноябре 2012 года выпущена в обращение банкнота в 500 франков.
| Серия 1991 года                                 | Серия 1991 года   | Серия 1991 года       | Серия 1991 года | Серия 1991 года | Серия 1991 года                                                        | Серия 1991 года                     | Серия 1991 года |
| Изображение                                     | Изображение       | Номинал (франков CFA) | Размеры (мм)    | Основные цвета  | Описание                                                               | Описание                            | Год печати      |
| Лицевая сторона                                 | Оборотная сторона | Номинал (франков CFA) | Размеры (мм)    | Основные цвета  | Лицевая сторона                                                        | Оборотная сторона                   | Год печати      |
| ----------------------------------------------- | ----------------- | --------------------- | --------------- | --------------- | ---------------------------------------------------------------------- | ----------------------------------- | --------------- |
|                                                 |                   | 500                   | 140×80          | зелёный         | Портрет мужчины и плотина                                              | Трактор                             | 1991—2002       |
|                                                 |                   | 1000                  | 145×80          | жёлтый          | Портрет женщины и перевозка арахиса                                    | Женщины и контейнеры на берегу реки | 1991—2003       |
|                                                 |                   | 2500                  | 155×80          | фиолетовый      | Портрет женщины и плотина гидроэлектростанции                          | Распыление пестицидов               | 1992—1994       |
|                                                 |                   | 5000                  | 160×80          | синий           | Портрет женщины и плавильный завод                                     | Женщины                             | 1992—2003       |
|                                                 |                   | 10 000                | 170×80          | красный         | Портрет мужчины и здание Центрального банка государств Западной Африки | Женщина на виноградом мосту         | 1992—2001       |
| Масштаб изображений — 1,0 пикселя на миллиметр. |                   |                       |                 |                 |                                                                        |                                     |                 |

| Серия 2003 года                                 | Серия 2003 года   | Серия 2003 года       | Серия 2003 года | Серия 2003 года | Серия 2003 года | Серия 2003 года     | Серия 2003 года |
| Изображение                                     | Изображение       | Номинал (франков CFA) | Размеры (мм)    | Основные цвета  | Описание        | Описание            | Год печати      |
| Лицевая сторона                                 | Оборотная сторона | Номинал (франков CFA) | Размеры (мм)    | Основные цвета  | Лицевая сторона | Оборотная сторона   | Год печати      |
| ----------------------------------------------- | ----------------- | --------------------- | --------------- | --------------- | --------------- | ------------------- | --------------- |
|                                                 |                   | 500                   | 114×60          | оранжевый       | Эмблема банка   | Два бегемота        | с 2012          |
|                                                 |                   | 1000                  | 125×65          | розовый         | Эмблема банка   | Два дромадера       | с 2003          |
|                                                 |                   | 2000                  | 129×65          | голубой         | Эмблема банка   | Два морских окуня   | с 2003          |
|                                                 |                   | 5000                  | 140×74          | зелёный         | Эмблема банка   | Два болотных козла  | с 2003          |
|                                                 |                   | 10 000                | 145×74          | фиолетовый      | Эмблема банка   | Два хохлатых турако | с 2003          |
| Масштаб изображений — 1,0 пикселя на миллиметр. |                   |                       |                 |                 |                 |                     |                 |